# Dendrocolaptes platyrostris
A Dendrocolaptes platyrostris a madarak osztályának verébalakúak (Passeriformes) rendjébe, valamint a fazekasmadár-félék (Furnariidae) családjába és a fahágóformák (Dendrocolaptinae) alcsaládjába tartozó faj.

## Rendszerezése
A fajt Johann Baptist von Spix német biológus írta le 1824-ben.

## Alfajai
- Dendrocolaptes platyrostris intermedius Berlepsch, 1883
- Dendrocolaptes platyrostris platyrostris Spix, 1824[2]

## Előfordulása
Dél-Amerika keleti részén, Argentína, Brazília és Paraguay területén honos. Állandó, nem vonuló faj.
Természetes élőhelyei a szubtrópusi és trópusi  síkvidéki és hegyi esőerdők,  lombhullató erdők, valamint kertek és ültetvények.

## Megjelenése
Testhossza 27 centiméter.

## Életmódja
Többnyire ízeltlábúakkal táplálkozik, de kisebb gerinceseket és esetenként növényi anyagok is fogyaszt.

## Természetvédelmi helyzete
Az elterjedési területe rendkívül nagy, egyedszáma pedig stabil. A Természetvédelmi Világszövetség Vörös listáján nem fenyegetett fajként szerepel.